# Parafia św. Andrzeja Boboli w Gradowszczyźnie
Parafia św. Andrzeja Boboli w Gradowszczyźnie – rzymskokatolicka parafia znajdująca się w diecezji grodzieńskiej, w dekanacie Ostrowiec, na Białorusi. Parafię prowadzą karmelici bosi z parafii w Gudogajach.

## Historia
W folwarku Dubniczki (współcześnie będącym częścią Gradowszczyzny) znajdowała się dworska kaplica katolicka, będąca filią parafii w Ostrowcu, zamknięta przed 1881 i ponownie czynna w okresie II Rzeczypospolitej. Pod koniec lat 30. XX w. była ona za mała dla potrzeb okolicznych mieszkańców. W 1938 wylano fundamenty i postawiono na nich drewniany kościół, przeniesiony z pobliskiego Szumska, poświęcony w 1939.
Parafię erygował arcybiskup wileński Romuald Jałbrzykowski, w 1940, podczas litewskiej okupacji Wileńszczyzny. Kościół był czynny w okresie sowieckim. Kaplica w Dubniczkach, podobnie jak sam dwór, nie zachowały się.
Od 1991 parafia znajduje się w diecezji grodzieńskiej. 16 maja 1994 kościół został konsekrowany.